# La Veguina (Tapia de Casariego)

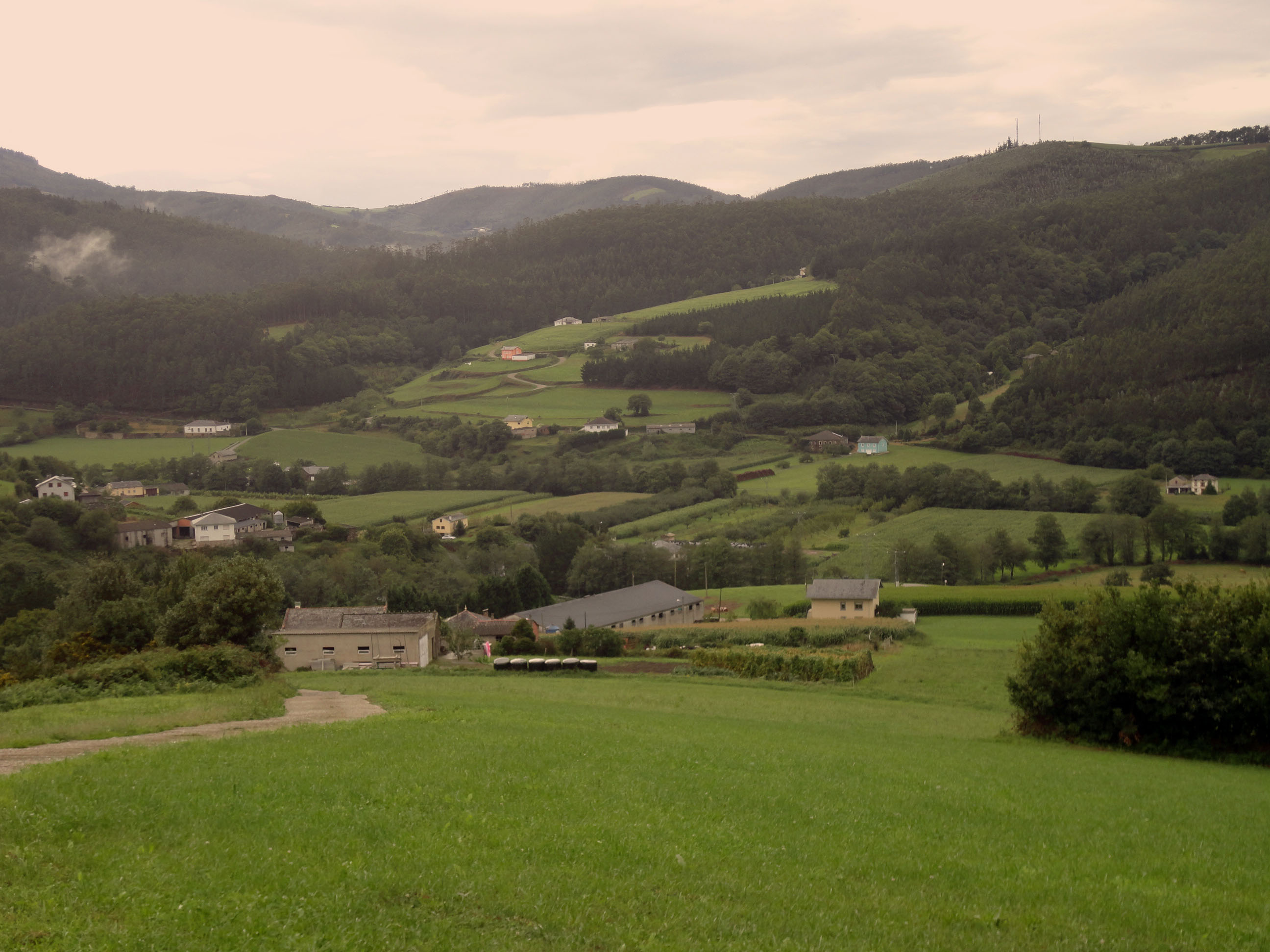
Vista general de La Veguina

La Veguina[cita requerida] (oficialmente La Veguiña y en eonaviego A Viguía) es un lugar de la parroquia asturiana de La Roda, en el municipio español de Tapia de Casariego.

## Geografía
Es una fértil vega atravesada por el río Porcía y rodeado por los montes de Grandón, Costas, Zamedo y Cobas. Riegan también La Veguina los ríos Carcedo, Llandá y el de El Valle. Lo forman los parajes de Xarén, A Viguía, As Murias, El Carballo, As Pontes, A Barrosa, Alfonsarias, Lantrapiñán y Sanchín, lugar este último perteneciente al concejo de Castropol.
Referencia "La Parroquia de Santa María del Monte" de Everardo Fernández González, Ediciones Ayuntamiento de Tapia de Casariego 1999.

## Economía
La economía es eminentemente ganadera aunque la actual crisis del sector y el abandono de los entornos rurales hacen que cada vez sean menos numerosas la explotaciones ganaderas. 

## Historia

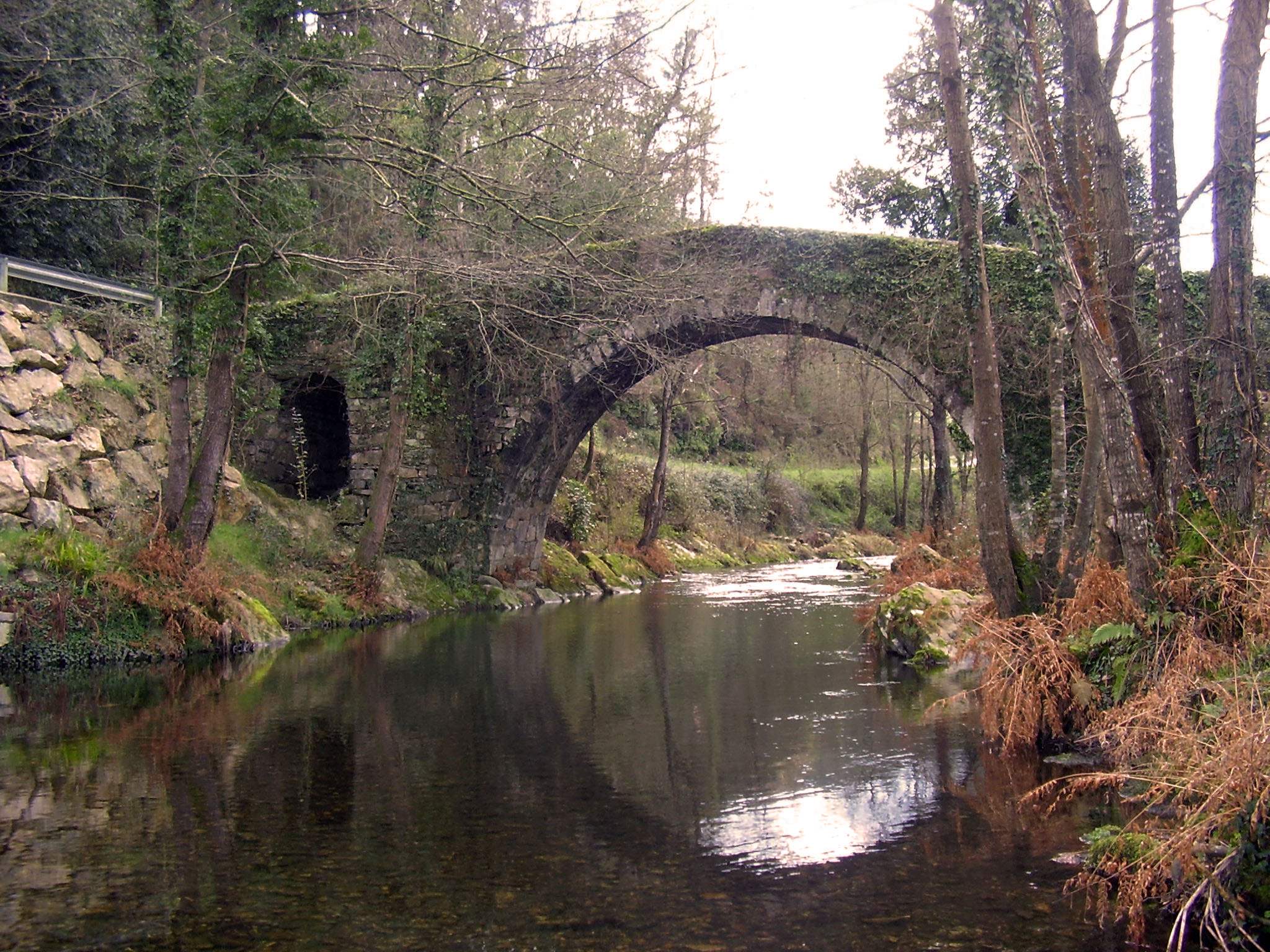
Puente medieval

Estaba ya habitado el solar de La Veguina en tiempos prehistóricos como atestiguan los Abrigos de Penas Caldeiras, el asentamiento castreño del mismo lugar también prueba la presencia de pueblos prerromanos, probablemente Cibarcos, estas tribus conocían la metalurgia y se dedicaban también a la agricultura y al pastoreo.  De estos tiempos prerromanos se encontró una piedra de tamaño considerable de granito con texto grabado en una lengua ininteligible que nunca se pudo descifrar.
Ya durante la época de dominación romana La Veguina perteneció al Conventus Lucencis. Roma dejó sus huellas con el Canal Romano, también llamado Canal dos Moros, y la explotación minera de Penas Caldeiras. El Puente Veyo, aunque conocido como romano, casi con toda seguridad sea alto medieval.
Tras las invasiones bárbaras formaría parte del reino suevo hasta el año 585, fecha en la que el rey Leovigildo anexionaría este reino al Visigodo.
Se sabe que el señorío y coto jurisdiccional de La Veguina ya existía en el siglo XVI.
Según se desprende del catastro de Ensenada a finales del siglo XIX la ganadería y la agricultura eran el modo de vida de la mayoría del los habitantes del pueblo, aunque también había molineros, maderistas y herreros, la presencia de varias herrerías en estos parajes puede ser debido a que en las antiguas explotaciones mineras del Pozo del Llago y Penas Caldeiras se realizaron en aquellos tiempos extracciones de hierro, oligisto, pirita y limonita.
En el año 1863 se funda el ayuntamiento de Tapia de Casariego del que La Veguina pasa a formar parte, hasta aquel momento el río dividía los concejos de El Franco y Castropol, en la primera corporación figuraba el vecino de La Veguina Pedro López. A principios del siglo XX también fue concejal e importante miembro del partido reformista, el veguinense Primo López Méndez. Hasta el año 1892 La Veguina perteneció a la parroquia de Serantes de Arriba y a partir de este año pasó a ser iglesia filial de Santa María del Monte, En los años veinte del siglo pasado llegaría la carretera a La Veguina, en 1938 se construiría la actual escuela, en 1948 se instaló una dinamo que daría electricidad a gran parte del pueblo y en 1971 se electrificaría todo el pueblo. 
En La Veguina se encuentra el palacio blasonado de los Cancio-Donlebún,  en su fachada Norte campea el escudo de armas de los Presno y Villaamil mientras que en la del Sur el de los Belderraín, Ochoa y Salazar.

## Fiestas
Tres son las fiestas que se celebran en el lugar: Santiago Apóstol el 25 de julio y la Inmaculada Concepción el 8 de diciembre.